# Jordi Veny Maimó
Jordi Veny Maimó va néixer a Felanitx, Mallorca l'any 1834 i va morir l'any 1915. Va ser un militar i escriptor. Arribà a ser general intendent general i va fer aportacions en el setmanari "El Felanigense". Escrigué algunes obres com: Santuario de Nuestra Señora del Salvador (1884), Diccionario de las flores y sus emblemas (1884), Una glòria para Felanitx (1885), Culto de los felanigenses a María (1901) i Memoria referente al hospital y hospicio de Felanitx (1901).